# Mensonge (Buffy)
Pour les articles homonymes, voir Mensonge (homonymie).
Mensonge est le 7e épisode de la saison 2 de la série télévisée Buffy contre les vampires.

## Résumé
La nuit, dans le parc de Sunnydale, Drusilla tente de tuer un enfant attendant sa mère sur une aire de jeux, mais le garçon est sauvé par l'arrivée d'Angel. Il demande à Drusilla de quitter la ville avec Spike, sans quoi il s'en prendra à eux. Ne prenant pas au sérieux cette menace, la vampire refuse et avertit Angel sur le peu d'avenir de sa relation avec Buffy. En patrouille, la Tueuse est témoin de la scène. 
Au lycée, alors que Giles se rapproche de Jenny Calendar, il encourage Buffy à prendre du repos, mais la Tueuse refuse. Elle échange ensuite avec Alex et Willow sur ce qu'elle a vue la nuit dernière. Elle s'interroge notamment sur l'identité de la femme qu'elle a vu avec Angel, et se montre jalouse de la relation qu'ils pourraient entretenir. Elle est ensuite agréablement surprise de retrouver Billy Fordham, un de ses amis lorsqu'elle vivait à Los Angeles, qui s'installe à Sunnydale. Elle l'invite à passer la soirée avec eux au Bronze. 
Le soir, au Bronze, Buffy retrouve Angel, et lorsqu'elle lui demande ce qu'il a fait hier soir, le vampire ment en prétendant être rester chez lui. Il rencontre ensuite Ford, et se montre un peu jaloux du jeune homme et de son amitié avec la Tueuse. Buffy et Billy sortent ensuite du Bronze pour prendre l'air, mais la Tueuse est forcée de secourir une jeune femme d'une attaque de vampire. Billy assiste à la scène, et révèle à Buffy qu'il sait qu'elle est la Tueuse de vampires. Plus tard, après que Buffy l'ait dit à Willow, cette dernière reçoit la visite d'Angel, qui souhaite qu'elle fasse des recherches sur Billy. Willow découvre que Billy n'est pas inscrit au lycée, et promet de revenir vers Angel après avoir fait de plus amples recherches.
Le lendemain, la Tueuse patrouille, accompagné de Billy. Ils sont alors attaqués par deux vampires. Alors que Buffy combat le sien, Billy demande des informations à l'autre sous la menace d'un pieu. Lorsque Buffy les rejoint, la vampire est hors de vue et Billy assure à Buffy qu'il l'a tuée. Angel, Willow et Alex visitent quant à eux un club auquel Billy est censé appartenir. Ils découvrent, en discutant avec une fille surnommée Chantarelle, qu'il s'agit en fait d'un groupe d'admirateurs de vampires qui souhaitent se faire engendrer. En sortant, ils sont repérés par un ami de Billy. Plus tard, à la bibliothèque, Buffy tombe sur une photo de Drusilla. La reconnaissant, elle en informe Giles, mais avant qu'ils puissent faire quoi que ce soit d'autre, la vampire que Billy prétendait avoir tuée vole un livre sous leurs yeux. Buffy comprend alors que Billy lui a menti. Pendant ce temps, Billy rend visite à Spike et, pour le convaincre d'écouter sa proposition, lui remet le livre dérobé à la bibliothèque. Il passe ensuite un accord avec le vampire : en échange de la Tueuse, Spike devra faire de lui un vampire. 
Buffy reçoit la visite d'Angel, venu l'informer de ses découvertes et la prévenir des activités de Billy. Lorsque Buffy le confronte, il accepte de lui raconter l'histoire de sa relation avec Drusilla, et avoue l'avoir rendu folle en la torturant psychologiquement et en tuant tous ses proches, jusqu'à ce qu'il l'engendre après son entrée dans un couvent. Le lendemain, Billy donne rendez-vous à Buffy pour le soir même, mais la Tueuse choisit de le prendre par surprise, et se rend au club en avance, alors que Billy explique à son groupe qu'ils seront bientôt tous transformés en vampires. Malheureusement, Billy sait que des amis de Buffy ont infiltré son groupe et a ainsi anticipé sa venue. Tout le monde se retrouve donc enfermé à clef dans le club. En attendant l'arrivée de Spike et Drusilla, Buffy demande à Billy pourquoi il souhaite être transformé en vampire, quitte à la sacrifier, elle et tous les autres membres de son club. Son ancien ami avoue alors être atteint d'un cancer et n'avoir plus que quelques mois à vivre. Finalement, Spike et ses vampires arrivent et commencent à massacrer leurs admirateurs. Buffy parvient à s'emparer de Drusilla, qu'elle menace de tuer, et passe un accord avec Spike, qui libère les autres en échange de la vie de Drusilla. Les deux respectent leur part du marché, et Buffy s'échappe. Spike et Drusilla se retrouvent enfermés avec Billy, qui demande à Spike de le transformer, arguant avoir respecté ses obligations. 
Un peu plus tard, quand Buffy retourne au club, elle découvre que les deux vampires ont réussi à s'échapper et trouve le corps inanimé de Billy. Elle l'enterre dans une tombe à son nom au cimetière de Sunnydale en compagnie de Giles. Alors qu'elle discute avec lui, Billy, vampirisé, sort de sa tombe et les attaque, mais Buffy le tue aussitôt. 

## Statut particulier
Pour Noel Murray, du site The A.V. Club, l'épisode est centré autour des relations entre deux couples de vieux amis, Buffy et Billy Fordham, et Angel et Drusilla, l'un des deux étant dans les deux cas désormais indigne de la confiance de l'autre ; il mêle aussi des moments comiques avec des scènes beaucoup plus sinistres. Pour la BBC, « Joss Whedon semble incapable d'écrire une mauvaise histoire » et l'épisode met en relief ses deux plus grandes forces en tant que scénariste « créer des personnages intéressants… et des dialogues accrocheurs ». Mikelangelo Marinaro, du site Critically Touched, lui donne la note de B+, estimant que la première moitié de l'épisode est assez « terne », en dehors de la conversation entre Angel et Drusilla qui préfigure certains événements ultérieurs, et que le personnage de Ford est « extrêmement ennuyeux » mais qu'il y a par contre des scènes « extrêmement percutantes » dans la deuxième moitié, notamment celle où l'on apprend la relation entre Angel et Drusilla ainsi que celle entre Buffy et Ford et la dernière scène entre Buffy et Giles.

## Distribution

### Acteurs crédités au générique
- Sarah Michelle Gellar : Buffy Summers
- Nicholas Brendon : Alexander Harris
- Alyson Hannigan : Willow Rosenberg
- Charisma Carpenter : Cordelia Chase
- David Boreanaz : Angel
- Anthony Stewart Head : Rupert Giles

### Acteurs crédités en début d'épisode
- Robia LaMorte : Jenny Calendar
- James Marsters : Spike
- Jason Behr : Billy Fordham
- Jarrad Paul : Diego
- Juliet Landau : Drusilla

### Actrice créditée en fin d'épisode
- Julia Lee : Chanterelle